# Whatever's for Us
Whatever's for Us è il primo album in studio della cantautrice britannica Joan Armatrading, pubblicato nel novembre 1972 dalla Cube Records nel Regno Unito.

## Il disco
È il frutto della collaborazione tra la Armatrading e la cantautrice Pam Nestor, che scrissero insieme 11 dei 14 brani. La musica e i testi sono meno introspettivi rispetto a quelli che caratterizzeranno i lavori successivi della Armatrading. Per la realizzazione dell'album, Armatrading si è avvalsa del contributo del team di Elton John, in particolare del produttore Gus Dudgeon, del chitarrista Davey Johnstone e del percussionista Ray Cooper. Secondo William Ruhlmann di Allmusic, anche il suo modo di suonare il pianoforte in alcuni momenti ricorda lo stile di Elton John.

## Tracce
Tutti i brani sono stati scritti da Joan Armatrading e Pam Nestor, eccetto quelli indicati.

Side 1
1. My Family – 3:08
2. City Girl – 3:58 (Armatrading)
3. Spend a Little Time – 2:23 (Armatrading)
4. Whatever's for Us, for Us – 2:11
5. Child Star – 2:31
6. Visionary Mountains – 1:49
7. It Could Have Been Better – 4:19

Side 2
1. Head of the Table – 2:30
2. Mister Remember Me – 2:15
3. Gave It a Try – 2:08
4. Alice – 3:29
5. Conversation – 2:15 (Armatrading)
6. Mean Old Man – 2:33
7. All the King’s Gardens – 2:58

## Formazione
- Joan Armatrading - voce, piano, chitarra acustica, harmonium
- Davey Johnstone - chitarra acustica, chitarra elettrica, sitar
- Larry Steele - basso
- Chris Hughes - sassofono
- Gerry Conway - batteria
- Henry Spinetti - batteria
- Ray Cooper - percussioni